# Urojàinoie (Primórie)
|  | Per a altres significats, vegeu «Urojàinoie». |

Urojàinoie (en rus: Урожайное) és un poble del krai de Primórie, a l'Extrem Orient de Rússia, que en el cens del 2010 tenia 818 habitants.